# 先锋藏族乡
先锋藏族乡，是中华人民共和国四川省雅安市石棉县曾经下辖的一个民族乡。2019年12月，撤销安顺彝族乡和先锋藏族乡，设立安顺场镇，以原安顺彝族乡和原先锋藏族乡所属行政区域为安顺场镇的行政区域。

## 行政区划
先锋藏族乡撤销前下辖以下地区：
松林村、金坪村、解放村、白塔村、共和村、安全村和出路村。